# Distretto di Pisco
Il distretto di Pisco è un distretto del Perù che appartiene geograficamente e politicamente alla provincia di Pisco e al dipartimento di Ica. Ubicato a sud della capitale peruviana.

## Capitale e data di fondazione
- Pisco - 1821

## Sindaco (alcalde)
- 2007-2010; 2019-2022: Juan Enrique Mendoza Uribe

## Superficie e popolazione
- 24,92 km²
- 54 193 abitanti (inei2005) di cui il 52% donne e il 48% uomini

## Distretti confinanti
Confina a nord con il distretto di San Clemente; a sud con il distretto di San Andrés, a est con il distretto di Túpac Amaru Inca, e a ovest con l'oceano Pacifico